# Jan Seidel
Jan Seidel (* 10. Oktober 1984 in Berlin) ist ein deutscher Fußballschiedsrichterassistent und früherer Fußballschiedsrichter.

## Werdegang
Seidel ist DFB-Schiedsrichter, bis 1. Juli 2024 für den SV Grün-Weiss Brieselang, anschließend für den 1. SV Oberkrämer 11. Von der Saison 2008/09 an leitete er Spiele der Regionalliga Nord, von der Saison 2009/10 an Spiele der 3. Liga, jeweils bis zur Saison 2011/12. Später spezialisierte er sich als Schiedsrichter-Assistent.
Als Linienrichter begleitet Seidel seit der Saison 2009/10 Spiele der 2. Fußball-Bundesliga, seit der Saison 2012/13 Spiele der Fußball-Bundesliga. Seit der Saison 2016/17 wird er bei Partien in der UEFA Europa League, seit der Saison 2017/18 bei Spielen der UEFA Champions League eingesetzt.
Er kam beim DFB-Pokalfinale 2023 bei der Partie Eintracht Frankfurt gegen RB Leipzig als Assistent im Gespann um Schiedsrichter Daniel Siebert zum Einsatz.
Seidel wurde im Schiedsrichter-Team von Daniel Siebert gemeinsam mit Rafael Foltyn bisher für drei internationalen Turniere nominiert: Das Gespann kam bei der Europameisterschaft 2021, der Weltmeisterschaft 2022 sowie der Europameisterschaft 2024 zu Einsätzen.
Am 15. Januar 2025 hatte Seidel beim Spiel VfL Bochum gegen FC St. Pauli seinen 200. Bundesliga-Einsatz als Assistent.

## Privates
Seidel lebt in Oberkrämer, ist verheiratet und hat Kinder. Er ist als Trainer der E-Jugend beim 1. SV Oberkrämer aktiv.